# Hương Xuân, Phú Lộc
Hương Xuân là một xã thuộc huyện Phú Lộc, thành phố Huế, Việt Nam.

## Địa lý
Xã Hương Xuân có vị trí địa lý:
- Phía đông giáp thị trấn Khe Tre và xã Thượng Lộ
- Phía tây giáp xã Hương Sơn
- Phía nam giáp xã Hương Hữu và xã Thượng Nhật
- Phía bắc giáp xã Hương Phú.

Xã Hương Xuân có diện tích 18,85 km², dân số năm 2018 là 4.095 người, mật độ dân số đạt 215 người/km².

## Hành chính
Xã Hương Xuân được chia thành 8 thôn: 8, 9, 10, 11, Phú Nhuận, Phú Thuận, Tây Linh, Thuận Lộc.

## Lịch sử
Ngày 20 tháng 9 năm 1975, Bộ Chính trị Trung ương Đảng ban hành Nghị quyết số 245/NQ-TW về việc thành lập tỉnh Bình Trị Thiên trên cơ sở ba tỉnh Quảng Bình, Quảng Trị, Thừa Thiên và khu vực Vĩnh Linh. Khi đó, xã Hương Giang thuộc huyện Nam Đông, tỉnh Bình Trị Thiên.
Ngày 11 tháng 3 năm 1977, Hội đồng Chính phủ ban hành Quyết định số 62-CP về việc sáp nhập huyện Nam Đông vào huyện Phú Lộc. Khi đó, xã Hương Giang thuộc huyện Phú Lộc.
Ngày 30 tháng 6 năm 1989, Quốc hội ban hành Nghị quyết về việc chia tỉnh Bình Trị Thiên thành tỉnh Quảng Bình, tỉnh Quảng Trị và tỉnh Thừa Thiên Huế. Theo đó, xã Hương Giang thuộc huyện Phú Lộc, tỉnh Thừa Thiên Huế.
Ngày 29 tháng 9 năm 1990, Hội đồng Bộ trưởng ban hành Quyết định số 345-HĐBT về việc chia huyện Phú Lộc thành huyện Nam Đông và huyện Phú Lộc. Khi đó, xã Hương Hương Giang thuộc huyện Nam Đông.
Ngày 17 tháng 3 năm 1997, Chính phủ ban hành Nghị định số 22-CP về việc thành lập xã Hương Hòa thuộc huyện Nam Đông trên cơ sở 1.040 ha diện tích tự nhiên và 1.891 người của xã Hương Lộc.
Ngày 11 tháng 12 năm 2015, HĐND tỉnh Thừa Thiên Huế ban hành Nghị quyết số 09/NQ-HĐND về việc:
- Thành lập thôn Thuận Lộc trên cơ sở thôn Thuận Hòa và thôn Tây Lộc.
- Thành lập thôn Phú Nhuận trên cơ sở thôn Phú Ninh và thôn Phú Trung.

Ngày 17 tháng 12 năm 2019, Ủy ban Thường vụ Quốc hội ban hành Nghị quyết số 834/NQ-UBTVQH14 về việc sắp xếp các đơn vị hành chính cấp xã thuộc tỉnh Thừa Thiên Huế (nghị quyết có hiệu lực từ ngày 1 tháng 1 năm 2020). Theo đó, thành lập xã Hương Xuân thuộc huyện Nam Đông trên cơ sở toàn bộ 7,64 km² diện tích tự nhiên, 1.512 người của xã Hương Giang và toàn bộ 11,21 km² diện tích tự nhiên, 2.547 người của xã Hương Hòa.
Xã Hương Xuân có 18,85 km² diện tích tự nhiên và quy mô dân số là 4.059 người.
Ngày 30 tháng 11 năm 2024:
- Quốc hội ban hành Nghị quyết số 175/2024/QH15[9] về việc thành lập thành phố Huế trực thuộc trung ương trên cơ sở toàn bộ diện tích và dân số tỉnh Thừa Thiên Huế.
- Ủy ban Thường vụ Quốc hội ban hành Nghị quyết số 1314/NQ-UBTVQH15[10] về việc sắp xếp đơn vị hành chính cấp huyện, cấp xã của thành phố Huế giai đoạn 2023 – 2025 (nghị quyết có hiệu lực từ ngày 1 tháng 1 năm 2025). Theo đó, sáp nhập huyện Nam Đông vào huyện Phú Lộc. Khi đó, xã Hương Xuân thuộc huyện Phú Lộc, thành phố Huế.